# Giuseppe Dozza
(Giuseppe Dozza)
Giuseppe Dozza (Bologna, 29 novembre 1901 – Bologna, 28 dicembre 1974) è stato un politico italiano, sindaco di Bologna per 21 anni dal 1945 al 1966.

## Biografia

### Primi anni
Giuseppe Dozza nacque nel capoluogo emiliano il 29 novembre 1901 da una famiglia modesta: il padre Achille era fornaio e la madre Virginia Mattarelli una casalinga. Giovane socialista nei primi anni del Novecento, Dozza fu a Livorno, nel gennaio del 1921, fra i fondatori del Partito Comunista d'Italia. Perseguitato dal fascismo, espatriò in Francia nella seconda metà degli anni venti.
Dall'esilio, vissuto fra Parigi, Mosca (dove rappresentò i comunisti italiani presso il Comitato esecutivo dell'Internazionale Comunista dal luglio 1931 all'ottobre 1932) e le principali capitali europee come esponente di spicco del suo partito e dell'antifascismo militante, rientrò clandestinamente in Italia nel settembre 1943. Dopo un anno trascorso a Milano, chiamato a rappresentare il Partito Comunista Italiano nel Comitato di Liberazione Nazionale, arrivò per lui il momento di partecipare all'organizzazione della lotta armata. La scelta fu senza incertezze: il suo posto era a Bologna.
Le sue prime iniziative furono rivolte all'organizzazione della resistenza armata e al dialogo con le forze politiche. Mise a frutto l'esperienza maturata a Milano e trovò largo consenso soprattutto fra i cattolici, che Dozza scelse come principali interlocutori, con un'attenzione che diventerà una costante della sua politica.
Il 21 aprile 1945, dopo la battaglia, Bologna era liberata, ma in ginocchio: solo l'entusiasmo incontenibile dei bolognesi per la sconfitta dei nazifascisti nascondeva a tratti le ferite di guerra. Con quelle ferite il primo cittadino e la sua giunta, composta da tutti i partiti del CLN, dovevano fare i conti. Problemi igienici, abitativi, alimentari, sanitari, di ordine pubblico; tutto si scaricava sul suo tavolo.

### Le riforme: 1945-1956
Due sono le carte che il sindaco giocò con abilità: infondere fiducia nei cittadini e incoraggiarli a partecipare alla ricostruzione, nella trasparenza. Ed è proprio sulla partecipazione che la giunta della liberazione puntò tutte le sue carte. Due sono gli strumenti di democrazia diretta che vengono messi a disposizione dei bolognesi: i Consigli tributari e le Consulte popolari cittadine.
I Consigli tributari, primo esperimento in Italia, coniugavano il bisogno di autogoverno con il principio di "tassazione progressiva" e con quello di controllo dei cittadini nel reperimento delle risorse. In tutta la città venivano costituiti questi organismi decentrati, composti da uomini e donne eletti dal consiglio comunale in rappresentanza delle categorie economiche e sociali. C'erano l'imprenditore e l'operaio, il libero professionista, l'insegnante, l'impiegato, l'agricoltore, l'artigiano e il commerciante.
Il loro compito era quello di gestire l'applicazione dell'imposta di famiglia; quell'imposta che colpiva il superfluo, cioè la parte di reddito complessivo eccedente il fabbisogno fondamentale di vita del nucleo famigliare. I consiglieri tributari disponevano poi di un corpo di agenti tributari che avevano il compito di indagare sulla massa dei contribuenti per scoprire gli evasori totali o parziali. Tuttavia non ci si fermava agli organi di controllo o di repressione. Il personale dell'assessorato veniva coinvolto in un lavoro collegiale che doveva stimolare la carica partecipativa di ognuno esaltandone la capacità, il senso di responsabilità, l'inventiva.
Ma la "rivoluzione" non doveva toccare soltanto le "carte" e gli uomini. Bisognava dare anche un segnale di visibilità che rassicurasse i cittadini. Di qui l'idea di trasformare l'assessorato ai tributi in una "casa di vetro", e non solo in senso metaforico. Così gli uffici della ripartizione tributi, compresa la stanza dell'assessore, venivano separati dagli altri e racchiusi fra pareti trasparenti, attraverso le quali i cittadini potevano "vedere" come si lavorava sui loro redditi. Le Consulte popolari cittadine volevano offrire ai bolognesi un surplus di democrazia. L'amministrazione era convinta che la partecipazione non potesse esaurirsi al solo diritto di voto, ma dovesse disporre di uno strumento di controllo, continuo e costante sull'operato degli eletti.
In definitiva l'obiettivo politico era quello di accelerare le tappe della ricostruzione e di far giungere ai vertici municipali le domande, anche le più minute, che partivano dal territorio. Le Consulte nascono nel 1947, non sulla base di un provvedimento istituzionale, ma attraverso atti informali ispirati dalla giunta e dai partiti, comunista e socialista, che la componevano. Vengono chiamati a parteciparvi i "maggiorenti" del rione. Coloro, in pratica, che avevano più influenza e visibilità nella zona. C'è l'industriale, l'artigiano, l'operaio, lo studente universitario, il medico condotto, la levatrice, l'edicolante, il parroco e il comandante dei carabinieri. All'ordine del giorno delle assemblee erano sempre i temi locali, da quelli più spiccioli a quelli che coinvolgevano l'intero assetto del territorio.
Si parlava di manutenzione stradale, di punti luce, di fontanelle, di assistenza, ma anche di piano regolatore e di sviluppo economico. Le istanze passavano poi alla giunta comunale che, con l'andar del tempo, cercava di affinare i propri sensori sul territorio. Un assessore, che veniva nominato tutor della Consulta, era incaricato di seguire passo, passo le richieste del rione e di tenerne conto nell'elaborazione del bilancio comunale. Nel corso degli anni il programma andava avanti e all'ordinaria amministrazione si aggiungevano iniziative d'avanguardia, come quella sperimentata nel 1958; quando alcuni rioni furono collegati con una telescrivente agli uffici comunali per il rilascio immediato di certificati anagrafici e di carte d'identità.
Tutto sommato le Consulte possono essere considerate il "primo tempo" della partecipazione bolognese. Volutamente non si è mai nominata la parola "quartiere", proprio per non evocare una figura istituzionale che comparirà più tardi nel panorama partecipativo bolognese. Anche se Bologna sarà la prima città italiana a tagliare il traguardo del decentramento, dovranno passare ancora molti anni prima che i quartieri siano una realtà. Ci vorrà il "ciclone" Giuseppe Dossetti, con la sua incalzante sfida elettorale del 1956, a rilanciare questi temi in casa comunista.
Ma ormai siamo alla seconda fase della partecipazione, quella della sua "maturità", che non era più solo richiesta del punto luce o della fontanella, ma di spazi vivibili con servizi sociali, culturali, verde pubblico e luoghi collettivi di ritrovo: dalla parrocchia alla biblioteca, dal centro civico ai campi sportivi. Attraverso la partecipazione è passata anche la politica delle alleanze. Terreno d'incontro fra operai, ceti medi produttivi, intellettuali e l'amministrazione di sinistra fu la rivendicazione dell'autonomia. La lezione del fascismo parlava da sola. La sottomissione delle istituzioni locali al potere centrale le aveva ridotte a un ruolo ancillare.
Dozza si spende in prima persona nella battaglia autonomista: Bologna, nel volger degli anni, diventa il simbolo di questa offensiva al centralismo. Più poteri decentrati significavano consolidamento della democrazia e allargamento delle libertà. Memorabile, in questo senso, fu il contributo dato da Dozza, nella sua veste di costituente, all'abolizione del controllo di merito sugli atti degli enti locali e la rivendicazione della loro autonomia finanziaria. Ma a Bologna la rivendicazione dell'autonomia non doveva fermarsi alle parole. Coerentemente si decise di presentare, per ben dieci anni, un bilancio non deficitario.
Oltre che una politica di buona amministrazione i conti "in pareggio" rappresentavano una carta in più in mano dei comuni "virtuosi" A differenza di quelli che erano costretti al "rosso", il loro bilancio straordinario era sottratto al controllo statale e quindi erano più liberi di compiere scelte indipendenti. Questo fare appello all'identità municipale è un tratto costante dei vent'anni di Dozza-sindaco. Ma il richiamo continuo alla Costituzione, alle radici della Resistenza e dell'antifascismo gli impedisce di cadere nel municipalismo. E proprio negli anni fra il 1951 e il 1955 si consolida il consenso nei suoi confronti.
Le ferite della guerra erano state in parte risanate. Ora si poteva guardare con maggiore serenità allo sviluppo della città. Certo i problemi non mancavano. Il tessuto produttivo bolognese perdeva colpi: fabbriche in crisi, migliaia di licenziamenti e repressione nei reparti e nelle piazze. Ma l'amministrazione non viene travolta. Da un lato Dozza porta la solidarietà ai lavoratori; ma da un altro lato attrezza le prime aree industriali che rappresentano le avanguardie di quel "ciclone" economico - fatto di piccole e medie aziende - che esploderà negli anni del boom economico. Anche la politica tributaria aiutava la coesione sociale.
I consigli tributari lavoravano a pieno ritmo con trasparenza e senza infliggere carichi fiscali troppo gravosi per i ceti medi e risparmiando le classi popolari. Si può pensare che i lavoratori bolognesi sentissero questa "protezione" da parte del loro comune e gli stessi piccoli e medi imprenditori, gli stessi artigiani - molti di loro erano operai appena espulsi dalle fabbriche - potevano guardare con simpatia a chi dimostrava di voler stare dalla loro parte nel rivendicare nuove regole di sviluppo: dal credito, all'apertura di nuovi mercati; dall'aumento del potere d'acquisto dei ceti popolari, al rispetto delle regole democratiche.
Un altro attore sociale doveva attirare l'attenzione dell'amministrazione Dozza: il mondo della cultura e in particolare l'Università. Proprio nei primi anni cinquanta sarà firmata una convenzione con la quale si elargivano all'Alma Mater somme sostanziose e, soprattutto, si sottoscriveva un accordo con l'Istituto di fisica al quale si erogava un contributo decennale di 500 milioni per ricerche sull'uso dell'energia nucleare a scopi pacifici. In un colpo solo si raccoglieva il consenso del mondo della cultura e quello delle forze produttive, perché energia significava nuove fonti di approvvigionamento da offrire allo sviluppo di Bologna e della sua economia.

### La vittoria contro Dossetti e gli ultimi anni

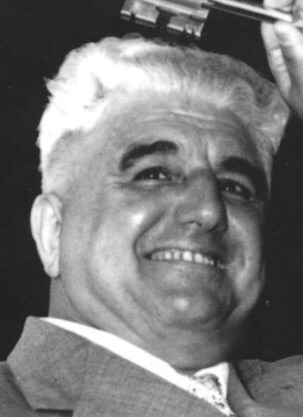
Giuseppe Dozza nel 1956, all'inaugurazione del Palazzetto dello Sport di Bologna

Che il consenso avesse messo radici lo si poté verificare di lì a poco. Dozza, nelle elezioni amministrative del 1956, fu sfidato da un avversario temibile come Giuseppe Dossetti che era stato in grado di mobilitare una parte importante di quel mondo cattolico, soprattutto giovanile, che fino ad allora aveva scelto di stare alla finestra. Ma Dozza aveva la città dalla sua parte: i voti al suo partito erano cresciuti del 5%. La vittoria non poteva essere più netta.
Iniziò in quegli anni la "seconda stagione" del Dozza sindaco. Le asprezze della campagna elettorale si attenuarono, e si cercarono intese e partecipazione. Attraverso mediazioni, anche faticose, furono istituiti i quartieri, in accordo con la maggioranza del consiglio comunale, compresa la DC che, su ispirazione di Giuseppe Dossetti, aveva fatto proprio dei quartieri il cavallo di battaglia del proprio programma elettorale.
Nel 1962 avvenne una clamorosa svolta contabile: fu abbandonato il bilancio in "pareggio" e si dimise l'assessore alla ragioneria, che di quel pareggio aveva fatto una bandiera. La buona amministrazione non bastava più: se il comune voleva compiere un salto di qualità e rispondere ai bisogni inediti dei suoi cittadini, occorrevano finanziamenti straordinari che si potevano reperire solo sfondando il muro del bilancio in pareggio. Un'epoca era finita. L'austera politica che aveva realizzato la ricostruzione doveva cedere il passo al keynesiano "deficit spending" che avrebbe consentito di allargare la massa degli investimenti comunali, generando una ricaduta positiva sull'economia cittadina e creando, con la moltiplicazione dei servizi, un deciso miglioramento della qualità della vita.
Appartengono a quegli anni le progettazioni più ambiziose: la tangenziale, il quartiere fieristico, il rilancio della vita culturale. In quello stesso anno però Dozza si ammalò. Una malattia grave che non gli impedì l'8 dicembre 1965 di compiere un atto politico molto significativo: ricevere alla stazione di Bologna il cardinale Lercaro, che tornava nella sua diocesi dopo avere partecipato al Concilio Vaticano II. Questo gesto fu il suo addio alla città che avvenne formalmente il 4 aprile 1966, con la presentazione delle dimissioni. Dozza morì il 28 dicembre 1974. È sepolto alla Certosa di Bologna, di fronte al Monumento Ossario ai caduti partigiani.

## Ricordo
A Dozza è intitolato un tratto della strada statale 9 compreso tra il rione bolognese "Due Madonne" ed il comune di San Lazzaro di Savena.